# Auguste Forestier (artiste)
Pour les personnes ayant le même patronyme, voir Forestier.
Ne doit pas être confondu avec Auguste Forestier.
Auguste Forestier, né à Naussac (Lozère) le 27 avril 1887 et mort à Saint-Alban-sur-Limagnole le 11 mars 1958, est un artiste français, sculpteur d'art brut.

## Biographie
Fils d'agriculteur fasciné par les trains, Auguste Forestier fait dès l'adolescence de nombreuses fugues. Régulièrement reconduit dans sa famille, il est interné une première fois à l’hôpital psychiatrique de Saint-Alban de 1906 à 1912. En 1914, il l'est définitivement après avoir fait dérailler un train en disposant des cailloux sur la voie. Dans un certificat médical de 1915, il est noté qu’il dessine beaucoup et sculpte des os de boucherie. Sa soif de liberté ne l'abandonne cependant pas et, entre 1914 et 1923, il s'évade cinq fois. Vers 1930, il commence à réaliser des jouets et des figurines en bois habillées de matériaux de récupération. Il est découvert par Paul Éluard en 1943, alors que ce dernier, fuyant Paris, s'était réfugié en Lozère avec sa femme. De retour à Paris en 1944, il y ramène trois sculptures de Forestier et les montre à Picasso et à Queneau. Dubuffet, qui n'avait pas encore inventé le terme d'art brut, découvre lui aussi Forestier chez Éluard. C'est à la suite de ce premier contact que Dubuffet se rend à Saint-Alban, sans doute en septembre 1945, pour prendre plus ample connaissance des créations de Forestier alors qu'il cherche à rassembler sa première collection d'art brut.

## L’œuvre
Les œuvres d'Auguste Forestier sont présentées à la Collection de l'art brut de Lausanne et au LaM de Villeneuve d'Ascq.
- Bateau, Lille Métropole Musée d'art moderne, d'art contemporain et d'art brut[5]
- Bateau, Collection de l'art brut de Lausanne[6]
- Buste de soldat 1, Lille Métropole Musée d'art moderne, d'art contemporain et d'art brut[7]
- Buste de soldat 2, Lille Métropole Musée d'art moderne, d'art contemporain et d'art brut[8]
- Bête du Gévaudan, Lille Métropole Musée d'art moderne, d'art contemporain et d'art brut[9]
- Cuillère, Lille Métropole Musée d'art moderne, d'art contemporain et d'art brut[10]
- Ecusson à deux effigies, Lille Métropole Musée d'art moderne, d'art contemporain et d'art brut[11]
- Homme couronné, Lille Métropole Musée d'art moderne, d'art contemporain et d'art brut[12]
- Homme-chien, Lille Métropole Musée d'art moderne, d'art contemporain et d'art brut[13]
- Homme-chien (2), Lille Métropole Musée d'art moderne, d'art contemporain et d'art brut[14]
- Maison, Lille Métropole Musée d'art moderne, d'art contemporain et d'art brut[15]
- Marianne, Lille Métropole Musée d'art moderne, d'art contemporain et d'art brut[16]
- Marianne (2), Lille Métropole Musée d'art moderne, d'art contemporain et d'art brut[17]
- Médaillon orné d'un cœur, Lille Métropole Musée d'art moderne, d'art contemporain et d'art brut[18]
- Personnage à profil d'aigle, Lille Métropole Musée d'art moderne, d'art contemporain et d'art brut[19]
- Le roi, Collection de l'art brut de Lausanne[6]
- Sans titre, Collection de l'art brut de Lausanne[6]
- Sans titre (2), Collection de l'art brut de Lausanne[6]
- Soldat 1, Lille Métropole Musée d'art moderne, d'art contemporain et d'art brut[20]
- Soldat 2, Lille Métropole Musée d'art moderne, d'art contemporain et d'art brut[21]
- Soldat 3, Lille Métropole Musée d'art moderne, d'art contemporain et d'art brut[22]
- Soldat assis, Lille Métropole Musée d'art moderne, d'art contemporain et d'art brut[23]